# Vellozia obtecta
Vellozia obtecta là một loài thực vật có hoa trong họ Velloziaceae. Loài này được Mello-Silva mô tả khoa học đầu tiên năm 2004.